# Треняго
Треня̀го (на италиански и на венециански: Tregnago) е малко градче и община в Северна Италия, провинция Верона, регион Венето. Разположено е на 33 m надморска височина. Населението на общината е 4945 души (към 2015 г.).